# Exportkontrollrådet
Exportkontrollrådet (EKR) är en parlamentariskt tillsatt grupp som kan råda Inspektionen för strategiska produkter (ISP) om hur de ska hantera krigsmaterialexportärenden. 
EKR har tio ledamöter. Ordförande för rådet är ISP:s generaldirektör Andreas Ekman. Dess arbetsformer är inte reglerade i lag, utan har vuxit fram gradvis. Rådet sammanträder cirka 1 gång i månaden under den tid riksdagen är samlad, eller cirka tio gånger per år.